# Bioeletrônica
Bioeletrônica é um termo cunhado recentemente para um campo de pesquisa que trabalha para estabelecer sinergia entre eletrônica e biologia. Um dos focos é combinar componentes biológicos e eletrônicos, de forma a criar utilidade prática no cotidiano. Outros centros da investigação bioeletrõnica são os biosensores e o computador de DNA. Um dos principais fóruns sobre a área é o jornal de Elsevier Biosensors and Bioelectronics, publicado desde 1990. Essa mesma publicação, faz a seguinte descrição do escopo da bioeletrônica O campo emergente da Bioeletrônica objetiva explorar a biologia junto com a eletrônica, num amplo contexto, englobando, por exemplo, células a combustível biológicas, biônica e biomateriais para processamento de informação, armazenamento de informação, componentes eletrônicos e atuadores. Um aspecto chave entre materiais biológicos e micro e nano eletrônica. Uma das bases da bioeletrônica é o fato que os sistemas biológicos, exatamente como ocorre nos circuitos eletrônicos, empregam impulsos elétricos para processar informação. O cérebro humano, que podemos usar como exemplo, é um sistema extremamente complexo, no qual bilhões de células estão unidas por conexões elétrica e bioquímicas.
No Brasil, a Bioeletrônica tornou-se conhecida por meio das pesquisas conduzidas pelo grupo do professor Frank Crespilho, da USP de São Carlos, que pela primeira vez implantou um microchip dentro da veia de um rato para gerar corrente elétrica. Trata-se de uma biocélula a combustível (BFC, do inglês biofuel cells), que usa glicose do sangue de rato para produzir energia. Para testá-la, os pesquisadores implantaram esse dispositivo dentro da veia jugular de um roedor. O trabalho foi publicado na revista Lab on a Chip: "An intravenous implantable glucose/dioxygen biofuel cell with modified flexible carbon fiber electrodes. Lab on a Chip. v. 13, p. 468-74, 2013."
Várias pesquisas na área de biochip começaram por volta de 2008, lideradas pelo professor Frank Nelson Crespilho. O biochip consiste em duas fibras de carbono que são inseridas em um cateter e posicionadas dentro da veia. À medida que o sangue passa através do dispositivo, o chip consegue medir, instantaneamente, a concentração de açúcar no sangue. “Há ainda muito o que pesquisar. Estamos em fase de testes. Fizemos uma simulação em ratos, mostrando que é possível ter um componente bioeletrônico implantável, acessível para se fazer monitoramento 24 horas por dia”, comenta Crespilho.
A intenção é que o dispositivo, futuramente, possa enviar para um relógio ou um celular os valores obtidos na leitura das concentrações de açúcar no sangue. Assim, tanto o paciente como o médico poderiam saber em tempo real o atual quadro da diabetes. “Hoje já se tem monitoramento de batimento cardíaco por celular, por exemplo. Então já é uma realidade. Nós mostramos que é possível fazer, que a prova de conceito deu certo. Agora, nesta segunda etapa, precisamos de recursos e interesse.”
O investimento e as pesquisas do Grupo de Bioeletroquímica e Interfaces do IQSC já trouxeram diversos resultados, inclusive internacionalmente. Os editores da revista ChemElectroChem, da editora alemã Wiley, escolheram o biochip implantável que detecta a concentração de açúcar no sangue como um dos trabalhos mais destacados publicados em todos os periódicos da editora, tornando a pesquisa acessível tanto para a comunidade científica quanto para o público leigo.
Apesar da conquista e do grande reconhecimento do trabalho do grupo, o professor Frank Nelson Crespilho é cauteloso. “É muito importante não gerar expectativas acerca dos dispositivos que estamos desenvolvendo. Ainda há várias etapas que precisam ser cumpridas. Tem muita pesquisa pela frente. Ficamos animados com os resultados, mas temos um compromisso com a sociedade e os resultados dependem de estudos até chegar à implementação de fato em seres humanos.”